# Хомбург (футбольный клуб)
«Хо́мбург» — немецкий футбольный клуб из одноимённого города, в настоящий момент выступает в региональной лиге, четвёртом по силе дивизионе страны.

## История
Клуб основан 15 июня 1908 года, домашние матчи проводит на арене «Вальдштадион», вместимостью 21 830 зрителей. За свою историю «Хомбург» провёл в конце 1980-х годов три сезона в первой Бундеслиге, последним из которых является сезон 1989/90. Лучшим достижением клуба в чемпионатах Германии является 16-е место в сезоне 1986/87.

## Достижения
- Победитель Второй Бундеслиги (1): 1986